# Pierre Aucaigne
Pierre Aucaigne, né le 22 juillet 1960 à Barcelonnette (Basses-Alpes), est un humoriste, acteur et dessinateur français.

## Biographie

### Débuts
Pierre Aucaigne découvre les joies du théâtre à l'âge de 18 ans. En 1980, il fait son premier spectacle Alors heureux à l'âge de 20 ans seulement. Il devient populaire grâce à son personnage de Momo, personnage socialement inadapté mais attachant, portant de drôles de lunettes (elles sont raccommodées avec du scotch) et un vieux béret. Il a pour seule amie une valise avec laquelle il peut discuter de longues heures.
En 1985, il fait son deuxième show avec Pierre Aucaigne c’est super qui le fera découvrir par le grand public.

### «Momo» conquiert la Belgique et la France
En 1996, son personnage de Momo envahit la Belgique où il passe dans l'émission Bon week-end. Il découvre de grands personnages comme Raymond Devos, Maurice Baquet et François Rollin qui écrira son spectacle Changement de direction que Pierre jouera au Studio des Champs-Élysées.
Après être passé dans l'émission Signé Taloche en Belgique, Bruno et Vincent Counard plus connus sous le nom des Frères Taloche lui proposent de faire la première partie de leur spectacle à l'Olympia en janvier 2008.
En mars 2008, Michel Boujenah le recrute pour Paris fait sa Comédie encore une fois sur la scène de l'Olympia. Michel Courtemanche en fera de même. 
En 2008 et en 2010, il joue aux côtés du duo d'humoristes Les Bodin's dans Mariage chez les Bodin's et Amélie au pays des Bodin's où il reprend son rôle de Momo. 
En 2017, il joue le rôle du bègue auprès du maire dans Knock.
En 2020, il est élu à l'Académie Alphonse Allais.

## One-man-show
- 1980 : Alors heureux
- 1985 : Pierre Aucaigne c'est super
- 1996 - 1999 : Momo (Sortie en VHS)
- 2003 - 2007 : Self-Control (Sortie en DVD)
- Mai 2008 : Tout sur Pierre Aucaigne
- Septembre 2008 : Changement de direction
- Depuis Juillet 2010 : Cessez ! (Sortie en DVD)
- 2014 : Pierre Aucaigne en Pleine Crise

## Théâtre
- Décembre 2003 : La Bonne Planque dans une nouvelle adaptation de François Pirette
- Décembre 2005 : Alarme fatale avec Marc Herman
- Décembre 2007 : On s'organise avec Marc Herman
- Décembre 2008 : Panique au Plazza
- Octobre 2009 : Le temps des fonctionnaires avec Chantal Ladesou
- Novembre 2009 : Le siècle sera féminin ou ne sera pas...
- Décembre 2009 : Le vision voyageur
- 2020 - 2022 : Oscar de Claude Magnier, mise en scène Antony Mettler, tournée avec Virginie Lemoine

## Filmographie
- 2008 : Mariage chez les Bodin's d'Eric le Roch
- 2010 : Amélie au pays des Bodin's d'Eric le Roch
- 2017 : Knock de Lorraine Lévy : Michalon,Le bègue
- 2017 : Chouquette de Patrick Godeau : Jay, le Majordome

## Émissions de télévision
- 80 ~ 90 : La Classe, France 3
- 1996 : Bon week-end, RTBF1
- 2003 : La Bonne Planque, La Une
- 2007 : Les Folles Inventions du Professeur Cogito, Gulli
- 2008 : Michel Boujenah fait sa comédie, Comédie !
- 2009 - 2012 : Montreux Comedy Festival, France 4
- 2010 - 2018 : Les Années Bonheur, France 2
- 2012 : Les Grosses Têtes, Paris Première
- 2012 : On n'demande qu'a en rire, France 2[1]
- 2015 : Station Horizon, RTS Un
- 2016 : Signé Taloche, La Une
- 2024 : Le Grand Cactus, Tipik